# لويس روجاس مارتينيز
لويس روجاس مارتينيز (بالإسبانية: Luis Rojas Martinez) (مواليد 14 سبتمبر 1990) هو سبّاح فنزويلي، مثّل بلاده في الألعاب الأمريكية 2011.